# The King of Comedy Visits Shanghai

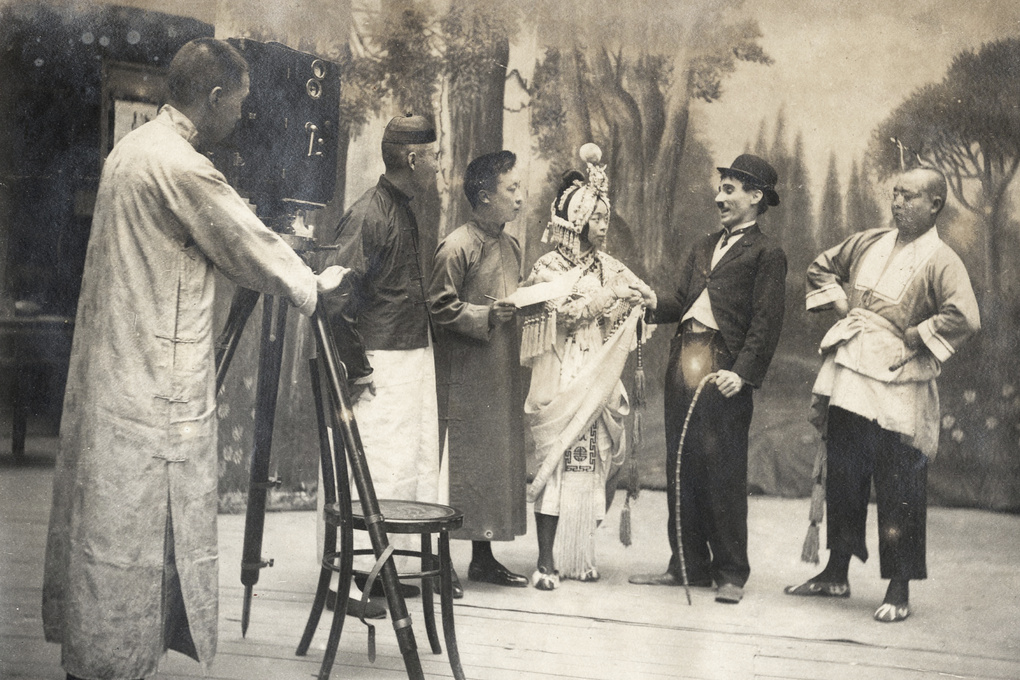
Fotografia durant la filmació

The King of Comedy Visits Shanghai (xinès simplificat: 滑稽大王游沪记; xinès tradicional: 滑稽大王遊滬記; pinyin: Huájī dàwáng yóu hù jì), també coneguda com: The King of Comedy Visits China. Pel·lícula muda xinesa de l'any 1922, de trenta  minuts de durada produïda per Mingxing Film Company, amb guió de Zheng Zhengqiu i dirigida per Zhang Shichuan.Protagonitzada per l'actor britànic resident a Shanghai, Richard Bell,  en el paper de Charlie Chaplin. Es va estrenar al teatre Olimpic de Shanghai el 5 d'octubre de 1922 conjuntament amb un altre film de Mingxing,  "Laborer's Love".

## Estil i realització
The King of Comedy Visits Shanghai va ser la primera pel·lícula produïda per la Mingxing Film Company, que havia estat fundada a principis de 1922 per Ren Jinping, Zhang Shichuan, Zheng Zhegu, Zheng Zhengqiu i Zhou Jianyun.
La pel·lícula s'ha definit com una comèdia de l'estil "lapstick comedy" (comèdia de clatellades). A partir de la popularitat a la Xina de les pel·lícules de Chaplin; entre 1919 i 1924 es van projectar al país unes dinou pel·lícules de Charlie Chaplin, amb un gran èxit i reconeixement del personatge The Tramp (Charlot personatge) inclòs el seu barret, el vestit i el bastó.

## Trama
La pel·lícula encadena un conjunt de gag  típics en aquest tipus de comèdies i explica  la història d'un Rei de la comèdia real que viatja a Shanghai i els problemes derivats de l'encontre amb un imitador.
El Rei de la Comèdia no tria un cotxe amb els ulls, ha d'alinear els cotxes i tocar-los amb les mans. Amb els ulls tancats s'asseu en un sedan en el qual no pots seure. El sedan no té fons i només pot tenir dos peus a terra. El Rei  assisteix a banquets, tots els quals provoquen problemes i riures a la gent.
El gerent de la companyia productora va veure al diari que el Rei de la Comèdia estava apunt de fer un viatge en vaixell a Shanghai i va decidir anar amb cotxe fins a Hong Kong per saludar-lo.
Aquell dia, el gerent es va dirigir al moll i va veure que els empleats de totes les empreses havien arribat primers i estaven esperant al voltant del vaixell. Al baixar tothom es va afanyar a saludar-lo. El graciós rei no sabia què fer, i per trobar un cotxe que el portés es va embenar els ulls i va tocar el cotxe amb les mans nues. Finalment, la mà del rei va tocar el cotxe de la productora Mingxing.
Quan va arribar a la companyia, els actors i les actrius estaven filmant "Little Cowherd". Més tard, el Rei va anar al pati de l'escola de l'empresa i va veure com els alumnes practicaven gimnàstica El rei també va aprofitar l'emoció i s'hi va sumar, jugant amb els alumnes amb exercicis divertits, fent riure a tots els presents. Desprès volia anar de pícnic al camp, però el seu cotxe es  es va avariar durant el camí. Va seguir a peu però va veure passar dos portadors portant una cadira i també si va incorporar. Un cop a dins va empènyer la part superior de la berlina, després va estirar les cames i va trepitjar la part inferior de la berlina. Com a resultat, els dos grans peus del Rei van trepitjar el terra, i la cadira es va moure i es va aturar, passant de seure en una cadira a caminar en una cadira. Després de diverses ensopegades Tot seguit te diversos episodis amb cotxes, amb camperols i amb un carro de bous. Hi ha escenes en un banquet fins a la desaparició del Rei. Per trobar-lo la productora posa un anunci  al diari, dient que qualsevol que informés de la informació rebria una bonificació de 1.000 iuans. Un home anomenat Zhuang Youqing es va disfressar  i va demanar a la seva dona que el portés a rebre la recompensa. El gerent desconeixia l'autenticitat, i quan estava a punt de pagar, va arribar el personatge real . A partir d'aquest moment el dos personatges el real i el fals interaccionen i  discuteixen. Finalment el Rei de la Comèdia marxa de Shanghai.

## Repartiment
Richard Bell va compartir protagonisme amb Zheng Zhengqiu i Wang Xianzhai i també amb el cofundador de Mingxing, Zheng Zhegu en el seu primer paper al cinema.